# Metzgeralm
Die Metzgeralm (auch: Flintsbacher Metzgeralm) ist eine Alm im Ortsteil Niederaudorf der Gemeinde Oberaudorf.
Die Almhütten der Metzgeralm steht unter Denkmalschutz und ist unter der Nummer D-1-87-157-101 in die Bayerische Denkmalliste eingetragen.

## Baubeschreibung
Bei der Almhütte der Metzgeralm handelt es sich um einen zweigeschossigen Satteldachbau mit Blockbauobergeschoss aus dem Jahr 1908. Das Gebäude ist im Kern älter.

## Heutige Nutzung
Die Alm wird nicht mehr landwirtschaftlich genutzt und ist auch nicht bewirtet.

## Lage
Die Metzgeralm befindet sich im Mangfallgebirge östlich des Mitterbergs auf einer Höhe von 950 m ü. NHN.